# Huyền Linh
Huyền Linh là một nhạc sĩ, nghệ sĩ cải lương người Việt Nam, đồng tác giả với Hoài An một số ca khúc trước năm 1975 như Trăng về thôn dã, Tình người lữ thứ, Hương nhạc tình quê.

## Thân thế cuộc đời
Huyền Linh tên thật là Nguyễn Xuân Cần, sinh năm 1927 tại Hải Phòng. Ông là con một gia đình kinh doanh trung lưu, cha ông thường xuất ngoại sang Pháp và các nước khác. Tuy nhiên đến năm 11 tuổi mẹ mất, cha ông tục huyền, ông thường xung khắc với mẹ kế nên vài năm sau đã đưa em gái 2 tuổi bỏ nhà ra đi, nhận làm trợ giáo để nuôi em và học hành.
Năm 16 tuổi, ông được trưởng đoàn cải lương Hiệp Thành cho thổi kèn trumpet trong đoàn và hướng dẫn cho về cách sử dụng guitar, trống, mandolin, ngoài ra còn được học hoà âm, sáng tác với Phạm Ngữ.
Năm 18 tuổi, Huyền Linh thành lập đoàn ca kịch Tự Do ở Đà Nẵng. Ông cùng Châu Kỳ là hai diễn viên sáng chói của đoàn lúc đó. Cũng trong năm này, ông bắt đầu sáng tác nhạc.
Năm 1954, Huyền Linh di cư vào miền Nam, cùng với Phó Quốc Thăng, Phó Quốc Lân, Trịnh Hưng... thành lập ban nhạc Lửa Hồng có giờ biểu diễn hàng tuần trên Đài Phát thanh Sài Gòn. Một số ít ca khúc viết trước đây của ông được phổ biến và quần chúng yêu thích như Cung đàn lữ thứ, Mưa đêm... Tiếp theo, ông cùng nhạc sĩ Hoài An soạn những ca khúc đồng quê, lời ca trữ tình như Trăng về thôn dã, Hương nhạc tình quê, Tình người lữ thứ... Năm 1957, ông viết nhạc cảnh Tình người ngư phủ, năm 1962 làm đạo diễn và đóng vai chính với nữ diễn viên Linh Sơn.
Sau năm 1975, ông chỉ viết nhạc Thánh ca và phổ thơ của một số người bạn, ngoài ra ông còn kiếm sống bằng nghề dạy nhạc. Ông qua đời tại Thành phố Hồ Chí Minh ngày 12 tháng 2 năm 2007.

## Tác phẩm

### Ca khúc
- Ai về ranh giới
- Bước hải hồ
- Ca khúc yêu đời (Hoài An - Huyền Linh)
- Chiều Lam Sơn
- Chiều lênh đênh
- Cung đàn du tử
- Cung đàn lữ thứ (Huyền Linh - Phó Quốc Lân)
- Đoàn người tự do
- Hận Loa thành
- Hồn Lam Sơn[2] (trường ca)
- Hành khúc thanh bình
- Hát Giang trường hận
- Hương quê
- Hương nhạc tình quê (Hoài An - Huyền Linh)
- Khúc hát đêm trăng
- Làng cũ (với Hoài An)
- Miền tự do
- Mưa đêm[3]
- Nắng sớm mai
- Nhớ Hải Phòng
- Phút ngóng trông
- Qua đền Vạn Kiếp (Huyền Linh - Phó Quốc Thăng)
- Tắm ánh trăng lành (Trịnh Hưng - Huyền Linh)
- Tình người lữ thứ (Hoài An - Huyền Linh)
- Trăng về thôn dã (Hoài An - Huyền Linh)
- Trăng giải bên ngàn (1959)
- Trăng đồng quê (1958)
- Xuân viễn xứ (Thu Hoài - Huyền Linh)
- Vui đời lính (Phó Quốc Thăng - Song Linh)

Viết lời
- Ghé bến Sài Gòn (nhạc Văn Phụng)
- Tan vỡ (nhạc Đỗ Lễ)[4]

### Khác
- Nát ngọc tìm châu (nhạc kịch)
- Tình người ngư phủ (nhạc cảnh)